# Định Thành, Dầu Tiếng
Định Thành là một xã thuộc huyện Dầu Tiếng, tỉnh Bình Dương, Việt Nam.

## Địa lý
Xã Định Thành có vị trí địa lý:
- Phía đông giáp tỉnh Tây Ninh
- Phía tây giáp xã Định An và xã Định Hiệp
- Phía nam giáp thị trấn Dầu Tiếng và tỉnh Tây Ninh
- Phía bắc giáp xã Định An.

Xã Định Thành có diện tích 56,44 km², dân số năm 2021 là 3.915 người, mật độ dân số đạt 69 người/km².

## Hành chính
Xã Định Thành được chia thành 5 ấp: Suối Sâu, Tha La, Yên Ngựa, Rạch Đá, Núi Đất.

## Lịch sử
Ngày 10 tháng 12 năm 2003, Chính phủ ban hành Nghị định 156/2003/NĐ-CP về việc thành lập xã Định Thành trên cơ sở điều chỉnh 550 ha diện tích tự nhiên và 822 nhân khẩu của thị trấn Dầu Tiếng, 4.256 ha diện tích tự nhiên và 873 nhân khẩu của xã Định An, 555 ha diện tích tự nhiên và 1.004 nhân khẩu của xã Định Hiệp.
Xã Định Thành có 5.361 ha diện tích tự nhiên và 2.699 nhân khẩu.